# Pavel Alekseevič Čerenkov
Pavel Alekseevič Čerenkov (in russo, Павел Алексеевич Черенков; Novaja Čigla, 28 luglio 1904 – Mosca, 6 gennaio 1990) è stato un fisico sovietico.
Fu lo scopritore della radiazione elettromagnetica detta, dal suo cognome, radiazione di Čerenkov: essa si origina quando una particella carica attraversa un dielettrico ad una velocità superiore a quella che la luce ha all'interno dello stesso.
Se il dielettrico è trasparente (liquido, vetro, plastica) la radiazione di Čerenkov può provocare fenomeni luminosi (effetto di Čerenkov); caso tipico: l'acqua diventa azzurrina intorno ai reattori nucleari detti "a piscina".
Sulla radiazione e sull'effetto Čerenkov sono basati i contatori che permettono la rilevazione di particelle elementari dotate di elevata energia, perciò questi apparecchi sono di grande utilità per l'analisi dei raggi cosmici e dei fasci di particelle prodotti dagli acceleratori.
Čerenkov giunse alla sua scoperta con una serie di esperimenti iniziati a Mosca nel 1934, all'istituto di fisica dell'Accademia delle scienze dell'Unione Sovietica.
Nel 1937 i suoi colleghi Il'ja Michajlovič Frank e Igor' Evgen'evič Tamm ne diedero l'interpretazione teorica. Per tale ragione, nel 1958 Čerenkov divise con essi il premio Nobel per la fisica.